# Pterulicium
Pterulicium es un género de hongos en la familia Pterulaceae family. El género monotípico contiene la especie Pterulicium xylogenum, habita en el sureste de Asia.